# XIII koncert fortepianowy (KV 415)
XIII Koncert fortepianowy C-dur 

13 Koncert na fortepian z towarzyszeniem orkiestry, jaki stworzył Wolfgang Amadeus Mozart. Skomponowany w latach 1782 - 1783 w Wiedniu.
Jego części:
1. Allegro (około 10 minut)
2. Andante (około 7 minut)
3. Rondo: Allegro (około 6 minut)